# Alexandre Carrier
Alexandre Carrier (* 8. Oktober 1996 in Québec City, Québec) ist ein kanadischer Eishockeyspieler, der seit Dezember 2024 bei den Canadiens de Montréal in der National Hockey League unter Vertrag steht. Zuvor verbrachte der Verteidiger über acht Jahre in der Organisation der Nashville Predators.

## Karriere
Alexandre Carrier spielte in seiner Jugend für die Association du Hockey Mineur de Varennes sowie für das Eishockeyteam des Collège Antoine-Girouard in Saint-Hyacinthe. 2012 wurde der Verteidiger im Entry Draft der Ligue de hockey junior majeur du Québec (LHJMQ) an vierter Position von den Olympiques de Gatineau ausgewählt und lief für das Team mit Beginn der Saison 2012/13 in der höchsten Juniorenliga seiner Heimatprovinz auf. In diesem Jahr nahm er zudem auf internationalem Niveau an der World U-17 Hockey Challenge 2013 sowie am Ivan Hlinka Memorial Tournament 2013 teil und gewann bei letzterem die Goldmedaille. Bereits in seinem zweiten Jahr in Gatineau führte Carrier die Olympiques als Assistenzkapitän an und errang nach Saisonende mit der U18-Auswahl Kanadas die Bronzemedaille bei der U18-Weltmeisterschaft 2014. In der folgenden Spielzeit erreichte Carrier mit 55 Scorerpunkten auf 68 Spielen seine beste persönliche Statistik, wurde in der Folge ins Second All-Star Team der Liga berufen und anschließend im NHL Entry Draft 2015 an 115. Position von den Nashville Predators ausgewählt. Während seiner vierten und letzten LHJMQ-Saison in Gatineau statteten ihn in die Predators im November 2015 mit einem Einstiegsvertrag aus.
Mit Beginn der Saison 2015/16 wechselte Carrier in die Organisation der Predators und wurde vorerst bei deren Farmteam, den Milwaukee Admirals, in der American Hockey League (AHL) eingesetzt. Zudem wurde der Abwehrspieler im Januar 2017 erstmals für zwei Spiele in den Kader der Predators berufen und debütierte somit in der National Hockey League (NHL). Im weiteren Verlauf etablierte er sich im NHL-Aufgebot der Predators, wobei er in der AHL-Spielzeit 2020/21 zeitweise für die Chicago Wolves auflief, da die Admirals den Spielbetrieb pausierten. Die Saison 2021/22 verbrachte der Kanadier erstmals komplett in der NHL, wobei er mit 30 Punkten aus 77 Partien derart überzeugte, dass man ihn ins NHL All-Rookie Team wählte.
Nach über acht Jahren in der Organisation der Predators wurde Carrier im Dezember 2024 im Tausch für Justin Barron zu den Canadiens de Montréal transferiert.

## Erfolge und Auszeichnungen
- 2015 LHJMQ Second All-Star Team
- 2017 Teilnahme am AHL All-Star Classic
- 2020 Teilnahme am AHL All-Star Classic
- 2022 NHL All-Rookie Team

### International
- 2013 Goldmedaille beim Ivan Hlinka Memorial Tournament
- 2014 Bronzemedaille bei der U18-Junioren-Weltmeisterschaft

## Karrierestatistik
Stand: Ende der Saison 2024/25

### International
Vertrat Kanada bei:
- World U-17 Hockey Challenge 2013
- Ivan Hlinka Memorial Tournament 2013
- U18-Weltmeisterschaft 2014

(Legende zur Spielerstatistik: Sp oder GP = absolvierte Spiele; T oder G = erzielte Tore; V oder A = erzielte Assists; Pkt oder Pts = erzielte Scorerpunkte; SM oder PIM = erhaltene Strafminuten; +/− = Plus/Minus-Bilanz; PP = erzielte Überzahltore; SH = erzielte Unterzahltore; GW = erzielte Siegtore; 1 Play-downs/Relegation; Kursiv: Statistik nicht vollständig)

## Familie
Sein älterer Bruder Samuel Carrier (* 1992) ist ebenfalls Eishockeyspieler und wurde im NHL Entry Draft 2010 an 176. Position von den Washington Capitals ausgewählt. Zum war auch ihr Vater Bernard Carrier im Eishockeysport aktiv, kam jedoch nicht über die LHJMQ hinaus.